# دیرین‌شاخچه
دیرین‌شاخچه (نام علمی: Paleoceras) نام یک سرده از رده سرپایان است.